# Labarrère
Labarrère é uma ex-comuna francesa na região administrativa de Occitânia, no departamento de Gers. Estendeu-se por uma área de 12,99 km². Em 2010 a comuna tinha 216 habitantes (densidade: 16,6 hab./km²).
Em 1 de janeiro de 2016 foi fundida com a comuna de Castelnau-d'Auzan para a criação da nova comuna de Castelnau-d'Auzan-Labarrère.